# La Sauzière-Saint-Jean
La Sauzière-Saint-Jean är en kommun i departementet Tarn i regionen Occitanien i södra Frankrike. Kommunen ligger i kantonen Salvagnac som tillhör arrondissementet Albi. År 2022 hade La Sauzière-Saint-Jean 257 invånare.

## Befolkningsutveckling
Antalet invånare i kommunen La Sauzière-Saint-Jean
| Referens: INSEE |